# Pistolet maszynowy Madsen Model 1950
Madsen Model 1950 (M1950) – duński pistolet maszynowy. Modyfikacja pm Model 1946.

## Opis
Madsen Model 1950 był bronią bronią samoczynną. Zasada działania oparta na odrzucie zamka swobodnego. Mechanizm spustowy umożliwia prowadzenie ognia pojedynczego i seriami. Pistolet maszynowy był wyposażony w dwa bezpieczniki, nastawny po lewej stronie komory zamkowej i samoczynny w postaci dźwigni za gniazdem magazynka (wyłączany poprzez objęcie magazynka dłonią)
Madsen M1950 był zasilany przy pomocy dwurzędowych magazynków pudełkowych o pojemności 32 naboi.
Lufa o długości 198 mm.
Pistolet maszynowy był wyposażony w kolbę składaną na bok broni. Przyrządy celownicze mechaniczne.